# 兰斯洛特
蘭斯洛特（全称），又译朗斯洛，是在亞瑟王傳說中圆桌骑士团的成员之一。他出现在很多法国小说和文学作品中，他被描述为亞瑟王最受信任的骑士，并为亞瑟的诸多胜利作出了贡献－但是亞瑟王最终的失利部分卻也是由于蘭斯洛特，因为他和亞瑟之妻桂妮薇儿（Guinevere）破坏了亞瑟朝廷的团结。
蘭斯洛特是很受欢迎的角色，并且作为亞瑟传奇的著名形象而成为很多诗歌、故事、戏剧、和电影的主角。对于多数英国读者来讲，亞瑟王骑士团如此耳熟能详，蘭斯洛特亦是如此。提到亞瑟王和圆桌骑士立刻令现代人联想到蘭斯洛特，他是众弟兄中最勇敢的一员，也是王后的愛人。但是蘭斯洛特并非传奇中原有的成员，他的传说的产生现在依然在学者中有颇多争议。
根据传奇所述，蘭斯洛特的父亲是Benoic的国王Ban；他有个私生的同父异母的兄弟是Hector de Maris。国王Bors是他的叔父，而Bors和莱昂内尔爵士是他的表兄弟。他和渔人王的女儿伊莱恩生下了加拉哈德。
但也有另外的說法，蘭斯洛特跟亞瑟之妻桂妮薇兒，自幼就熟識，不管是感情或默契都相當相當地好，於長大後，桂妮薇兒嫁給亞瑟王，但是蘭斯洛特沒有因此放棄，反而不斷地想成為一位出眾並能保護公主桂妮薇兒的騎士，而在一次騎士試煉中，他成功脫穎而出，成為了亞瑟最信任的騎士，圓桌騎士裡最強的騎士，也成功當上桂妮薇兒的守護騎士，而桂妮薇兒跟蘭斯洛特原本就是相愛着對方，在彼此的心裡也認定對方要在一起一輩子，但因為政治原因，桂妮薇兒被迫嫁給亞瑟王。

## 亞瑟王传奇中的蘭斯洛特
有意思的是在最早的现存亞瑟王傳說版本中，並没有兰斯洛特的出现（参看蒙茅斯的杰弗里所著的作品，即是未有提到兰斯洛特的一例，而克雷蒂安·德·特鲁瓦則是有提到兰斯洛特的一例）。Lancelot之英文名字不是明显的凯尔特语，虽然有人试图找到可能变换成为Lancelot的凯尔特语源；例如"Lance ap Lot"，也即是“兰斯的儿子”——但是，那个时候并未出现"兰斯"这样的名字。Roger Sherman Loomis因此推断说亞瑟王的一个爱尔兰战士Llenlleawg，出现于威尔士传说中，可能是法国兰斯洛特爵士的基础来源。
兰斯洛特是最伟大的圆桌骑士中的一位。在幼年时，他就曾被湖中妖女薇薇安投入到神奇的湖水中抚养至成人，因此他被称之为“湖上骑士（Lancelot of the Lake）”。他不僅英俊瀟灑，還非常的溫柔體貼，這也就是桂妮薇兒深愛他的原因，故在作品Lancelot of the Laik之中有“骑士之花”的美称（但這稱號在其他故事裡多為高文所擁有）。有一次，亚瑟王的姊姊摩根勒菲女爵施展魔法，将他打入了城堡的主塔之中，威逼他从4位女巫中选择一位来做他的情人，但他卻不为所动，他严词地拒绝了女巫们和摩根勒菲的求爱，因为他早与亚瑟王的妻子桂妮薇兒有一段不为人知的恋情。曾有一段时间，王后刻意与他保持着距离，但最终他们还是走到了一起。他们的这段恋情引起了梅里亚冈特爵士的怀疑，之后他便不断地在亚瑟王面前诋毁兰斯洛特和王后桂妮薇兒。为了查明此事的真相，梅里亚冈特爵士与兰斯洛特进行了一次决斗。结果在决斗中，满腔怒火的兰斯洛特将梅里亚冈特爵士的头劈成了两半。因此兰斯洛特捍卫了王后桂妮薇兒的名誉，但他的作为却引起了众骑士们的不满与谴责。于是，阿格规文和莫德雷德率领了12名骑士悄悄潜入到王后的宫中，将正在幽会的兰斯洛特与王后逮了个正着。兰斯洛特奋力杀出重围，王后却因为奸情败露而被亚瑟王判处火刑，然而兰斯洛特又前往刑场把王后解救出来。兰斯洛特的作为使圆桌骑士的关系发生了分裂，也直接影响到亚瑟王的统治。为了与兰斯洛特作战，亚瑟王将宫廷内的大小事物都托付给了外甥莫德雷德，没想到外甥莫德雷德背信弃义，为了王位而和舅舅发生了卡姆兰战役。在大战当中，大部分的圆桌骑士都为此丧命，亚瑟王本人也受了致命的重伤，与4位女巫一起乘坐小船前往阿瓦隆。从此，桂妮薇兒隐退，在一家修道院做修女直到她死去。她和兰斯洛特曾再度相会过一次，之后兰斯洛特也永别了战场，出家做了一個修士。

## 現代創作中的蘭斯洛特

### 電影

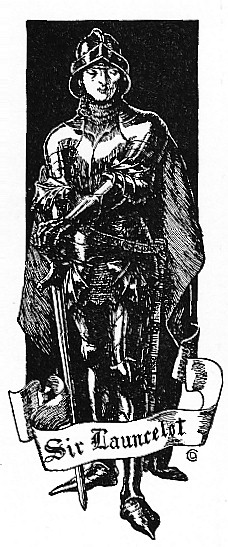
朗斯洛，佩戴盔甲倚剑而立，着斗篷并将面甲掀起。

- 《Lancelot du Lac》，Robert Bresson执导的电影，由法國演員Luc Simon飾演。
- 《第一武士》（First Knight, 1995），Jerry Zucker執導的電影，由李察基爾飾演。
- 《博物館驚魂夜3》（Night at the Museum: Secret of the Tomb, 2014），薛恩·李維執導的電影，由丹尼爾·斯蒂文斯飾演。
- 《亞瑟王》（King Arthur，2004），安東尼·法奎執導的電影，由伊恩·葛魯佛飾演。
- 《金牌特務》(Kingsman: The Secret Service,2014)，馬修·范恩執導的電影，為特務的代號之一，由傑克·達文波特飾演。

### 電視劇
- 《梅林传奇》，英国BBC首播的大型魔幻电视剧，由桑地亚哥·卡布瑞拉飾演。

### ACG
- 《Fate》系列，以Saber與Berserker職階登場，武器為大劍阿隆黛特（Aroundight）。配音員：置鲇龍太郎。
- 《Code Geass》系列，是一架機器人，駕駛者為樞木朱雀。
- 《新櫻花大戰》「倫敦華擊團·圓桌騎士」團員。
- 《遊戲王》「聖騎士」系列。
- 《圆桌骑士》，又譯作「圓桌武士」，是日本遊戲公司卡普空於1991年製作和發行的街機遊戲，為速度型角色，武器為佩刀。
- 《七大罪》漫画中为班和伊莱恩之子，為人類與妖精的混血，擁有讀心的能力，想要證明自己能夠像父親一樣獨當一面，於初次登場後就失蹤，再次出現時已被稱為“湖之騎士”。配音員：內山昂輝。
- 《索尼克与黑暗骑士》（Sonic and the Black Knight）是世嘉索尼克小组开发，世嘉发行的一款动作冒险类游戏，是“索尼克故事冒险”系列的最新作，发行于2009年3月3日。游戏中作为同名角色出现，由夏特（Shadow the hedgehog）饰演。

## 大眾文化
- 兰斯洛特在撲克牌中的人頭牌代表梅花J，特徵是和歷史記載一樣手持箭枝。

## 相关资料
本条目包含来自公有领域出版物的文本: Chisholm, Hugh (编).  (第11版). London: Cambridge University Press. 1911.